# Gråsäl
Gråsäl (Halichoerus grypus) är en säl som förekommer i Östersjön och Atlanten. Den tillhör familjen öronlösa sälar och är den enda arten i släktet Halichoerus. Gråsälen är större än knubbsälen och vikaren, och i motsats till andra sälarter som förekommer vid svenska kusten har den ett konformigt huvud. Gråsälshanen kallas också för ståte, pluralis ståtar.

## Utseende
Den fullvuxna sälhanen är mörkgrå med ljusare fläckar. Den fullvuxna sälhonan har mörkgrå fläckar på en silvergrå päls och ungarna (kutarna) är vita. Teckningen är avhängigt av belysningen och hur våt pälsen är. Med sin längd på omkring 250 centimeter och vikt upp till 300 kilogram är hanen klart större än honan som är cirka 180 centimeter lång och 150 till 200 kilogram tung. Huvudet är konformat med mycket låg panna. Hanen har större nosparti än honan. Vid födelsen är ungen 90 till 110 cm lång och den väger 11 till 20 kg. Hanar vid Amerikas kustlinje blir större än hannar i europeiska vatten. Ungarna byter sin ljusa päls (lanugo) efter två till tre veckor.

## Galleri

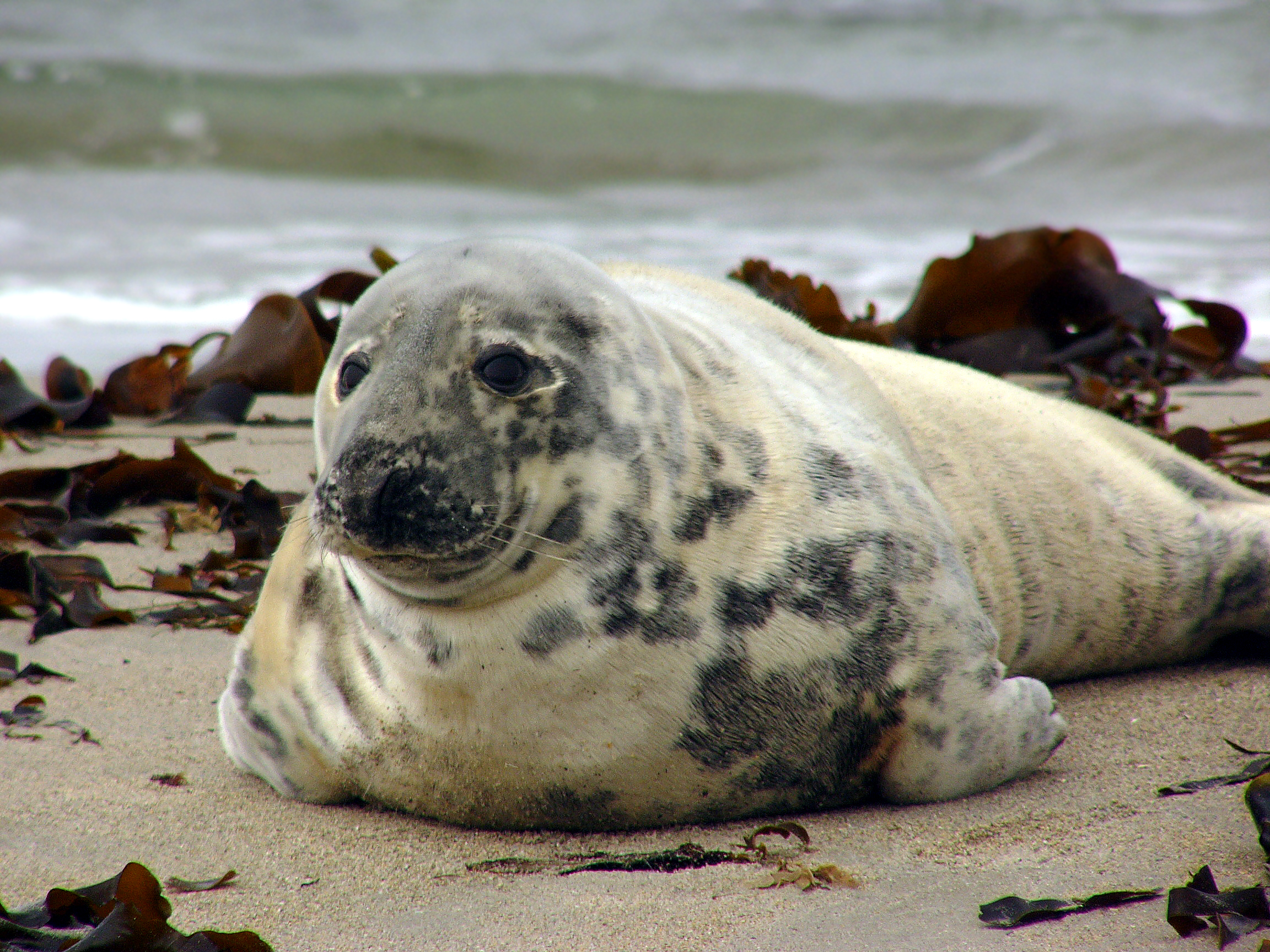
En sälhona.
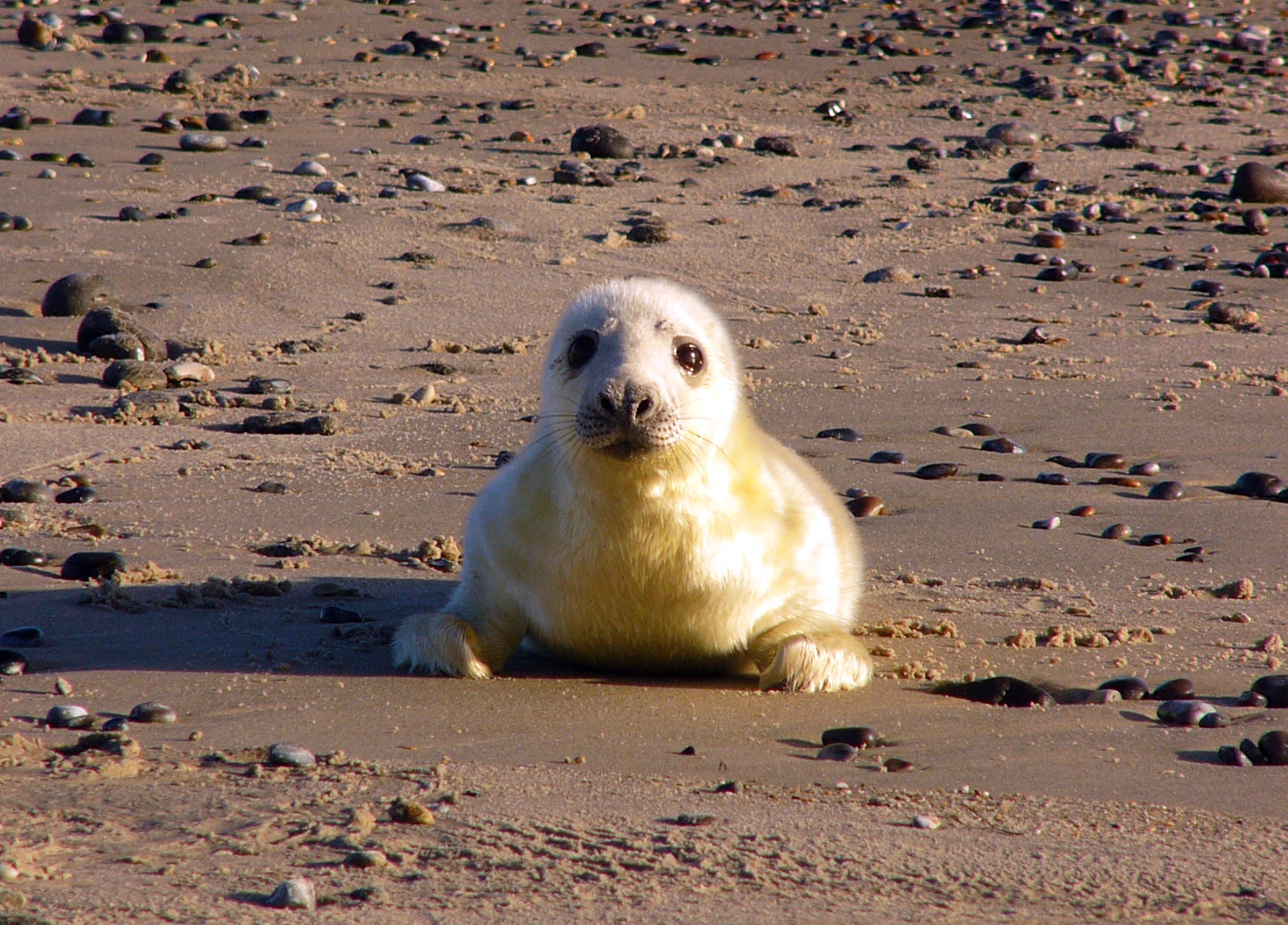
Tre dagar gammal kut.
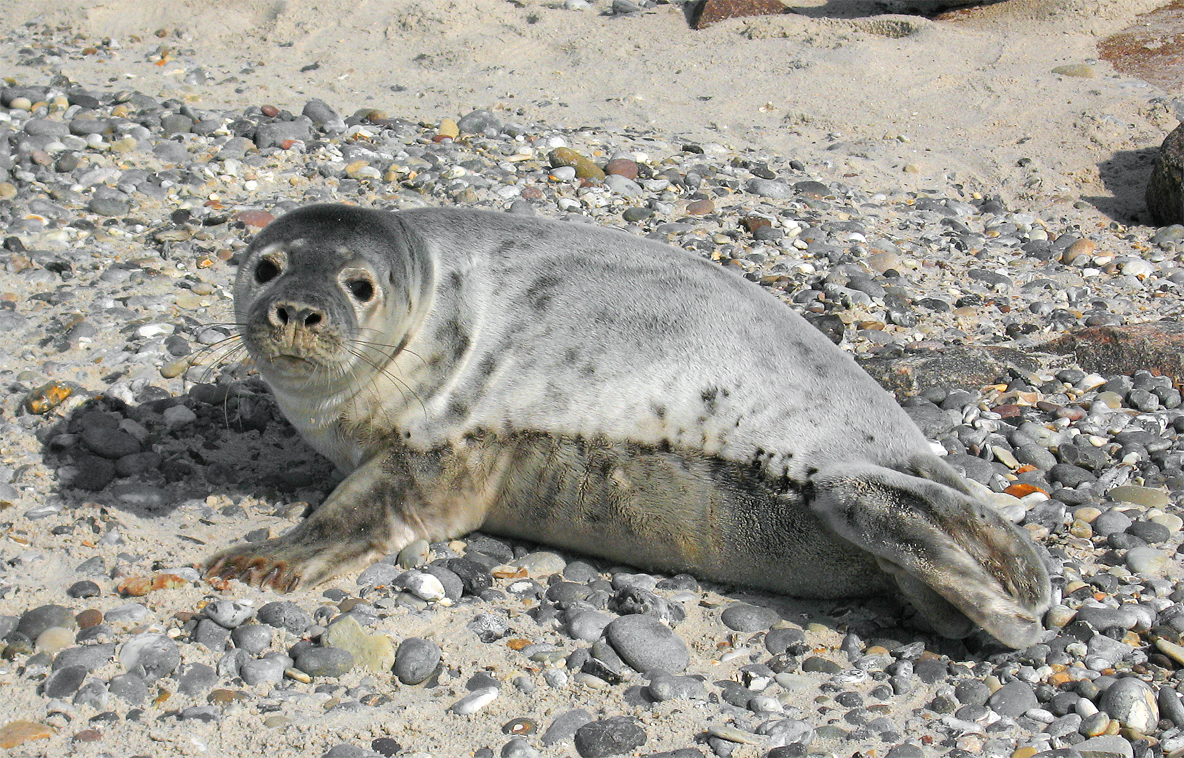
Några veckor gammal kut.
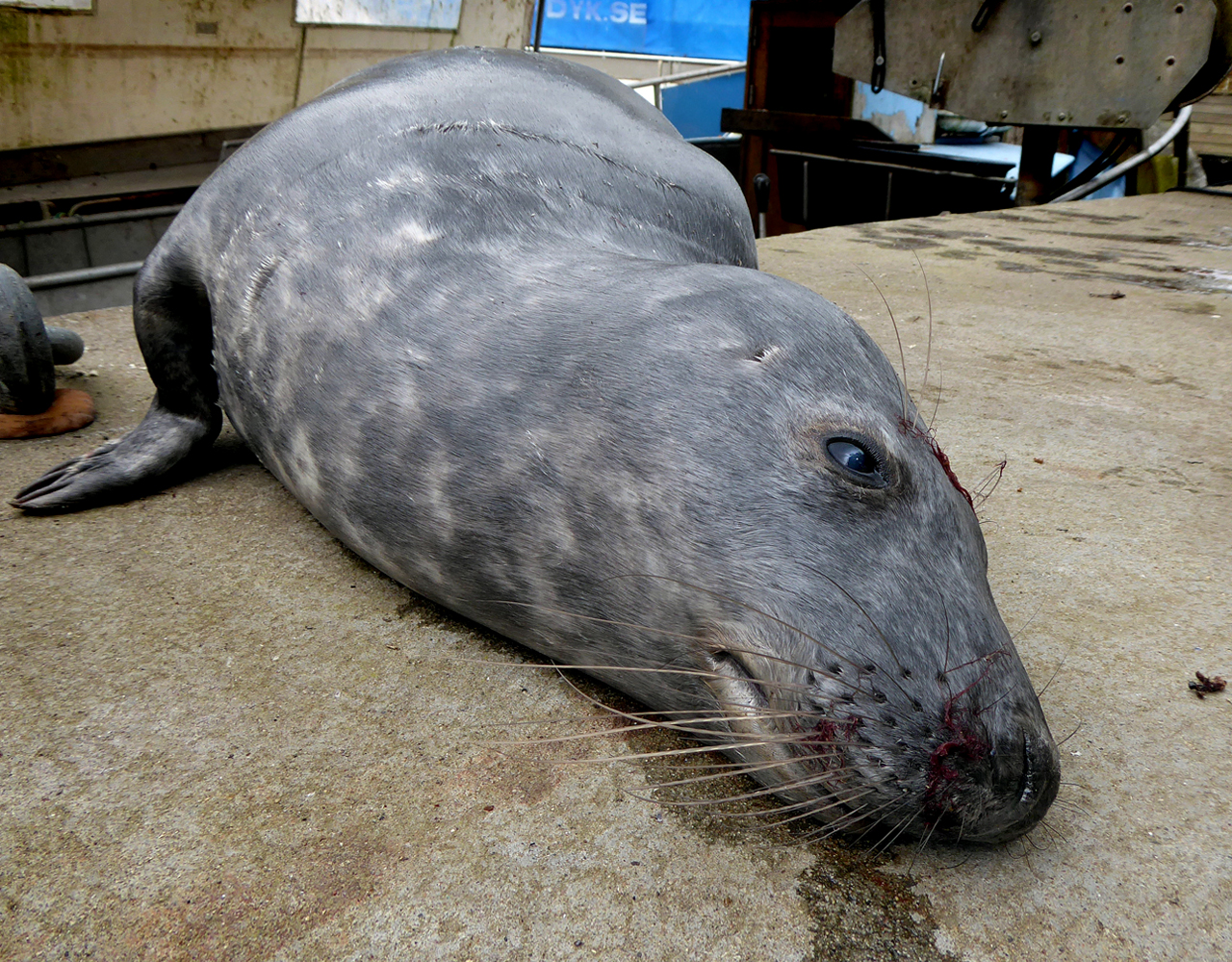
En död gråsäl som fastnat i ett fisknät.

## Utbredning och taxonomi
Gråsälen förekommer i tre geografiskt åtskilda bestånd. Trots att de båda europeiska beståndens utbredningsområden möts norr om Danmark förekommer hybridisering mellan de båda taxonen sällan, huvudsakligen på grund av olika parningstider. På grund av detta delades arten tidigare upp i tre underarter men idag erkänns bara två:
- Halichoerus grypus grypus - "atlantisk gråsäl", förekommer i västra och östra Nordatlanten, längs kusterna av Labrador, New Brunswick,  Nova Scotia i Kanada och vid Grönland i väster, och utmed Island, Storbritannien, Irland och Färöarna i öster. Den förekommer även sällsynt i Nordsjön.
- Halichoerus grypus macrorynchus - "östersjögråsäl", förekom tidigare i hela Östersjön men förekommer nu i stort sett bara vid de nordliga kusterna på grund av hårt jakttryck. Bara under vandringar når enskilda gråsälar Polen och Tyskland.

Tidigare delades den atlantiska gråsälen upp i en västlig, och en östlig underart där den senare bar det vetenskapliga namnet H. g. atlantica. Östersjögråsälen bar tidigare det vetenskapliga namnet H. g. baltica (Rice 1998). Under vandringar når gråsälen söderut till New Jersey respektive Portugal.

### Sälar i Stockholms innerstad
Antalet gråsälar i Östersjön har ökat och är numera vanliga i Stockholms skärgård, och kan till och med ses i centrala Stockholm vid riksdagen eller Stockholms slott. De äter gärna strömming, sik och andra fiskarter som finns i Stockholms vatten.

## Ekologi
Gråsälen föredrar klippiga kuster men i Nord- och Östersjön förekommer den även på sandbankar. Mellan maj och juni ligger gråsälarna vanligen på land och byter päls. När det inte är parningstid vandrar många unga sälar till avlägsna stränder. Men de återvänder som regel. För de atlantiska underarten sker parningen under hösten medan östersjögråsälen har sin brunsttid under våren. Som föda tar gråsälen främst fisk som ibland kompletteras med bläckfisk och kräftdjur. I sällsynta fall dödar gråsälen ett större bytesdjur som en knubbsäl eller en vanlig tumlare. Året 2014 dokumenterades dessutom en hanne som dödade elva unga gråsälar och åt deras kött. Sår som kan bero på liknande fall av kannibalism upptäcktes även på flera andra ungar. Under den tidiga våren kan arten även vila på is som är kopplad till landet. Djuret stannar vanligen nära havsytan när den dyker till 60-100 meters djup och den vistas allmänt fyra till tio minuter under vattenytan. Gråsälen kan dyka ned till 425 meters djup och stanna upp till en timme under vattenytan.
Under parningstiden bildar gråsälen små flockar men det förekommer också de som lever hela året i grupp. I flocken finns i genomsnitt sex honor och en hane. I större flockar kan det finnas flera hanar som försöker hålla ihop en egen grupp av honor. Strider mellan hanarna förekommer sällan. Oftare ser man mindre hanar som visar undergivenhet mot en dominant hane. Parningen sker ungefär två veckor efter födseln av de unga gråsälarna, när honan slutar att ge di.
Dräktigheten varar i drygt elva månader men embryot vilar en tid efter befruktningen. Digivningsperioden är med två till tre veckor, vilket är påfallande kort. Honor blir könsmogna efter cirka fem år, och hanar ett år senare, men ofta tar det fyra år till innan hanarna kan etablera en grupp med honor.
Livslängden ligger vid 40 år och den äldsta kända individen blev 46 år gammal.

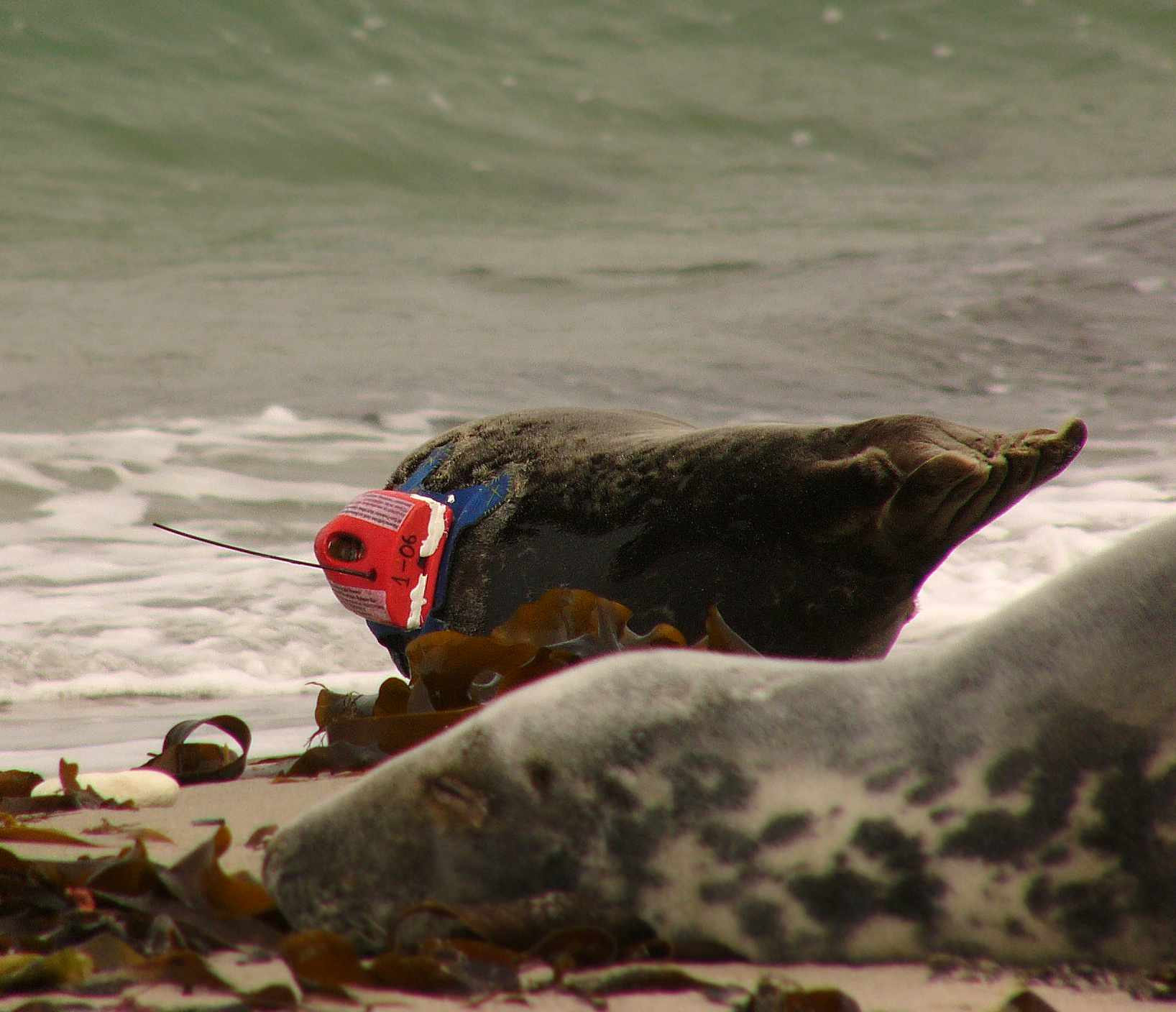
Gråsäl med sändare för forskningsändamål.

## Gråsälen och människan

### Status och hot
För säljägare har gråsälen varit ett viktigt byte. Även fiskare dödade gråsälar för de såg djuret som en konkurrent. Nu finns i de flesta länder skyddsåtgärder för gråsälen. Beståndet vid Kanadas kustlinjer uppskattas med 250 000 individer och framför USA:s kustlinje lever omkring 7 300 gråsälar.
Vid 1900-talets början, innan intensiv jakt och miljögifter drabbade beståndet, uppskattas antalet gråsälar i Östersjön ha kunnat uppgå till cirka 100 000 djur. Beståndet i Östersjön var som minst i början av 1980-talet då det bara fanns 2 000-3 000 djur i havet. Utöver jakten bestod faran i miljögifter vilka förorsakade fortplantningsstörningar. År 2000 uppgick antalet gråsälar till cirka 15 500 stycken. Från 1990-talet beräknades beståndet växa med cirka åtta procent per år till 2006. År 2005 uppskattades populationen i Östersjön med ungefär 22 000 individer. Vid flera ställen inrättades skyddszoner med tillträdesförbud.

### Konflikter med fiske
Gråsälen äter huvudsakligen fisk och då ett flertal viktiga matfiskar kan ingå i dess diet och på grund av att den kan skada fångster och fiskeredskap har den kommit att hamna i konflikt med fisket på flera håll inom sitt utbredningsområde. 
Ett exempel är att den växande gråsälstammen i Östersjön har lett till ökade sälskador i det kustnära fisket, främst i Sverige och Finland. Sälarna söker föda i redskap och river både fångst och redskap. Man har försökt att utveckla sälsäkra ryssjor, men nätfisket är svårare att skydda. Både Sverige och Finland har åter infört en begränsad jakt på gråsäl. Det är frågan om kvotjakt och fortplantningstiden är fredad.